# Torre Turpiana
La Torre turpiana era el antiguo minarete o alminar de la mezquita mayor de Granada, y fue demolido el 18 de marzo de 1588. Entre sus ruinas apareció una caja de plomo embetunada, con varias reliquias y un pergamino, escrito en árabe, con una profecía de San Juan sobre el fin del mundo, que san Cecilio, arzobispo de Granada, hizo ocultar para que no la profanasen los musulmanes.
La profecía se dio a Miguel de Luna, amigo y compañero de Alonso del Castillo, para que la tradujera, y se envió copia a Benito Arias Montano y al propio Alonso del Castillo. La traducción de este último fue ambigua y los requerimientos del historiador Luis del Mármol Carvajal, cronista de la sublevación y reducción de los moriscos, para que la aclarara no dio el fruto apetecido.  En 1595 aparecieron en la colina de Valparaíso, hoy Sacromonte, unas planchas de plomo que contenían diecinueve tratados de tipo religioso en árabe caligrafiado de forma extraña, los hoy conocidos Libros plúmbeos del Sacromonte. Fueron dados también, entre otros, al morisco Alonso del Castillo, que atestiguó su antigüedad lingüística y caligráfica. En realidad constituían una falsificación, realizada por moriscos que pretendían preservar su herencia cultural y espiritual, moriscos que muchos identifican con los propios Miguel de Luna y Alonso del Castillo. Los Libros Plúmbeos fueron condenados por la Iglesia el 28 de septiembre de 1682.

## Traducciones del manuscrito de la Torre Turpiana
- Archivo del Sacro-Monte: traslado del pergamino de la Torre por Castillo, intérprete de Su Majestad y de la Inquisición, manuscritos n.os 32 y 35, legajo IV, parte Iª, f. 295, Biblioteca Nacional de Madrid ms. 5785, ff. 156-162v; Libros Plúmbeos: Archivo de Sacro-Monte: Legajo III, f. 487 y siguientes; manuscritos 13, 58 y 102; Biblioteca Nacional de Madrid ms. 6637).

- Datos: Q2880723